# THE MODS 夜のハイウェイ
『THE MODS 夜のハイウェイ』（ザ・モッズ よるのハイウェイ）は、1985年7月26日より一般公開に先駆けて全国400箇所におよぶ特別試写会を行い、1985年11月1日にオリジナルビデオとして発売された日本の映画。THE MODSの映画を撮るというコンセプトで製作された。
田舎から出てきた3人の少年とロックミュージシャンとその彼女を中心に巻き起こる様々な出来事を通じて成長していく高校生の姿を描いた、青春ロック映画。渡辺寿初監督作品。木村一八、THE MODSのデビュー作。

## あらすじ
田舎から東京で開催されるラジコンの全国大会に参加するために上京した高校1年の徹（わたる）と付き添いの哲夫、順一。三人は東京でそれぞれの週末を過ごす。楽しみにしていた大会前にラジコンは心無い群集に押しつぶされてしまう。肩を落とす徹の前に現れたのが礼子。礼子はTHE MODSの森山の恋人だった。森山やTHE MODSのメンバーそして予備校通いをする亮という少年のいくつもの生き様を平行して描く。その接点に生まれるのが徹と明日香という少女の間のほのかな恋心‥‥。物語はジェットコースターのように次々と進んでいって‥‥。

## キャスト
- 徹（木村一八）
- 亮（西川弘志）
- 哲夫（大井淳一）
- 順一（和田浩）
- 礼子（高樹沙耶（益戸育江）
- 明日香（佐々木美須加）
- 由紀（相築彰子）
- 雄二（永瀬正敏）
- アン・ルイス（アン・ルイス）
- バーテンダー（ジョニー大倉）
- ストリート・ギャング（爆風スランプ〜サンプラザ中野・パッパラー河合・ファンキー末吉・江川ほーじん）
- THE MODS 森山達也
- THE MODS  北里晃一
- THE MODS  苣木寛之
- THE MODS  梶浦雅裕

## スタッフ
- 監督: 渡辺寿
- プロデューサー: 中島芳人、木村博人、室田元好
- 脚本: 渡辺寿
- 撮影: 藤澤順一
- 音楽: THE MODS
- 製作: 井上良勝、元村武
- 製作・著作: EPIC・ソニー